# 부곡시외버스터미널
부곡시외버스터미널은 대한민국 경상남도 창녕군 부곡면 원앙로 199 (거문리 231-14)에 위치한 대한민국의 시외버스터미널이다.
1982년 5월 20일에 터미널 면허를 받아 운영하기 시작했으며, 터미널 운영 주체가 창녕시외버스터미널과 같다. 부곡면 중심지가 아닌 부곡온천 관광단지에 있는 것이 특징이며, 이 때문에 부곡온천 관광지를 이용하는 승객이 주류를 이룬다. 터미널 건물 외부에는 부곡버스터미널이라 되어 있다.

## 운행 노선
| 운행 노선       | 운행업체          | 운행구간 | 운행구간 | 운행구간 | 경유지           | 배차 간격 | 시간표                                                        |
| --------------- | ----------------- | -------- | -------- | -------- | ---------------- | --------- | ------------------------------------------------------------- |
| 부곡 ↔ 서울남부 | 천일여객          | 부곡     | ↔        | 서울남부 | 영산, 창녕, 현풍 | 4회       | 07:40, 12:00, 14:30, 17:30                                    |
| 부곡 ↔ 김해     | 고려여객 천일여객 | 부곡     | ↔        | 김해     | 무정차           | 8회       | 09:10, 11:10, 13:10, 15:10, 16:20, 17:20, 19:30, 20:30        |
| 부곡 ↔ 대구     | 고려여객 천일여객 | 부곡     | ↔        | 대구서부 | 영산             | 8회       | 08:10, 10:05, 11:00, 12:05, 14:05, 16:10, 17:25, 20:30        |
| 부곡 ↔ 대구     | 고려여객 천일여객 | 부곡     | ↔        | 대구서부 | 창녕, 영산       | 6회       | 07:00, 09:00, 13:00, 15:00, 18:40, 19:50                      |
| 부곡 ↔ 마산     | 김해여객          | 부곡     | ↔        | 마산     | 영산             | 60~70분   | 첫차:07:00(부곡 기준) 막차:20:30(부곡 기준)                   |
| 부곡 ↔ 밀양     | 밀성여객          | 부곡     | ↔        | 밀양     | 무안             | 9회       | 07:50, 08:45, 10:25, 12:25, 14:00, 15:35, 17:00, 18:05, 19:45 |
| 부곡 ↔ 부산     | 김해여객          | 부곡     | ↔        | 부산서부 | 영산             | 60~70분   | 첫차:07:00(부곡 기준) 막차:20:30(부곡 기준)                   |
| 부곡 ↔ 수산     | 밀성여객          | 부곡     | ↔        | 수산     | 무정차           | 2회       | 08:45, 14:00                                                  |
| 부곡 ↔ 진영     | 밀성여객          | 부곡     | ↔        | 진영     | 수산             | 1회       | 16:00                                                         |
| 부곡 ↔ 창녕     | 밀성여객          | 부곡     | ↔        | 창녕     | 명리, 계성       | 8회       | 07:35, 09:10, 10:50, 12:35, 14:25, 15:35, 17:05, 18:35        |
| 부곡 ↔ 창원     | 김해여객          | 부곡     | ↔        | 창원     | 영산, 마산       | 2회       | 08:00, 18:30                                                  |

## 같이 보기
- 부곡온천